# Port Town-higashi (metropolitana di Osaka)
Port Town-higashi (ポートタウン東駅?, Pōtotaun-higashi-eki) è una stazione del people mover Nankō Port Town, considerato parte della metropolitana di Osaka. È situata nell'area del nuovo porto della città, nel quartiere occidentale di Suminoe-ku.

## Struttura
La stazione è dotata di un marciapiede a isola centrale con due binari posti al secondo piano. Come nella maggior parte della linea, i binari in questo tratto sono sopraelevati. Per ragioni di sicurezza, i binari sono separati dalla banchina da uno schermo protettivo e da porte scorrevoli che si aprono solo quando il convoglio è fermo.
| 1 | Linea Nankō Port Town |  | per Suminoekōen            |
| 2 | Linea Nankō Port Town |  | per Nakafutō e Cosmosquare |

## Stazioni adiacenti
| «                     | Servizio              | »                     |
| Linea Nankō Port Town | Linea Nankō Port Town | Linea Nankō Port Town |
| --------------------- | --------------------- | --------------------- |
| Port Town-nishi       | Locale                | Terminal Traghetti    |